# Chain Hang Low
Chain Hang Low - debiutancki singel Jibbsa pochodzący z jego debiutanckiego albumu Jibbs feat. Jibbs. Wydany 20 czerwca 2006 w Stanach Zjednoczonych, 23 grudnia 2006 w Europie, a 19 stycznia 2007 w Wielkiej Brytanii. W ciągu dwóch tygodni ściągnięto 20 tys. dzwonków do tego utworu. Singel zagościł na 7. miejscu listy Billboard Hot 100.

## Lista utworów
1. Chain Hang Low 3:32
2. Chain Hang Low (Instrumental) 3:32
3. Chain Hang Low (Remix) feat. Lil' Wayne, Yung Joc, Rich Boy & Lil' Mont 4:05